# Monoboard
 (avril 2017).
Si vous disposez d'ouvrages ou d'articles de référence ou si vous connaissez des sites web de qualité traitant du thème abordé ici, merci de compléter l'article en donnant les références utiles à sa vérifiabilité et en les liant à la section « Notes et références ».
Un monoboard résulte de la fusion des technologies du snowboard pour la planche et du monoski pour la position du rider. On a donc une sensation de snowboard (carving), mais les deux pieds face à la pente.
Pour une utilisation piste, des fixations ski classiques seront généralement employées.Pour le freeride il faudra préférer une fixation sans sécurité. Chaque type de fixation présente ses avantages et ses inconvénients.
Pour Piste:
Matériel sécuritaire en cas de chute mais bilan poids total médiocre.
Pour Freeride:
Matériel léger, pas de perte possible du monoboard en poudreuse mais à l'inverse peu sécuritaire en cas de chute.

Marques les plus connues : Coda (USA), Yama monoboard (USA), Lunar monoboard (USA), Transonic (Japon), Nordicboard (Autriche).
Fat Monoboard (France) a cessé son activité.
Snowfoil (France) rend compatible les 2 types de fixations sur une même Board sans perçage.